# Chevrolet Cruze (2008)
Chevrolet Cruze – samochód osobowy klasy kompaktowej produkowany pod amerykańską marką Chevrolet w latach 2008–2023.

## Pierwsza generacja

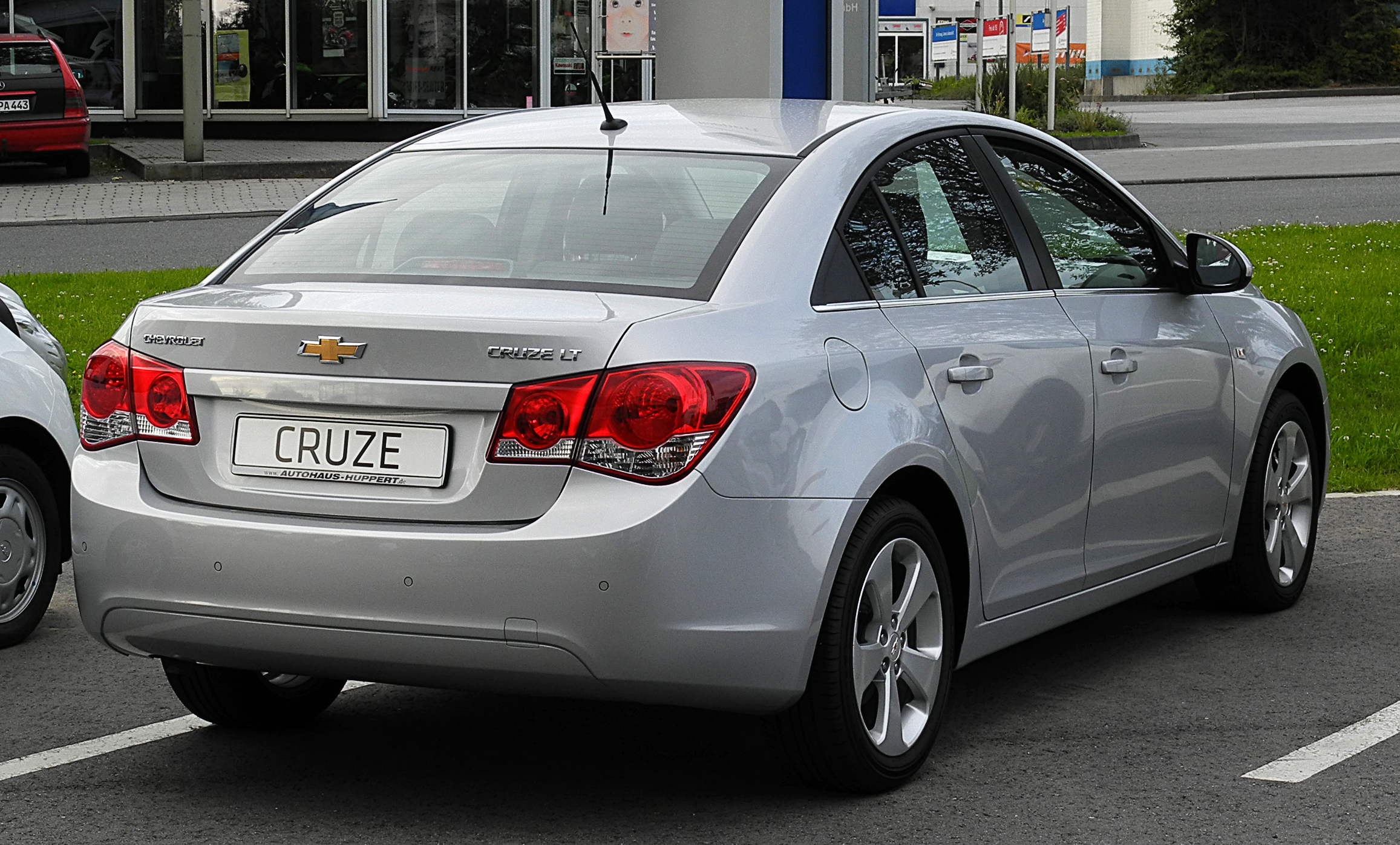
Chevolet Cruze I – tył

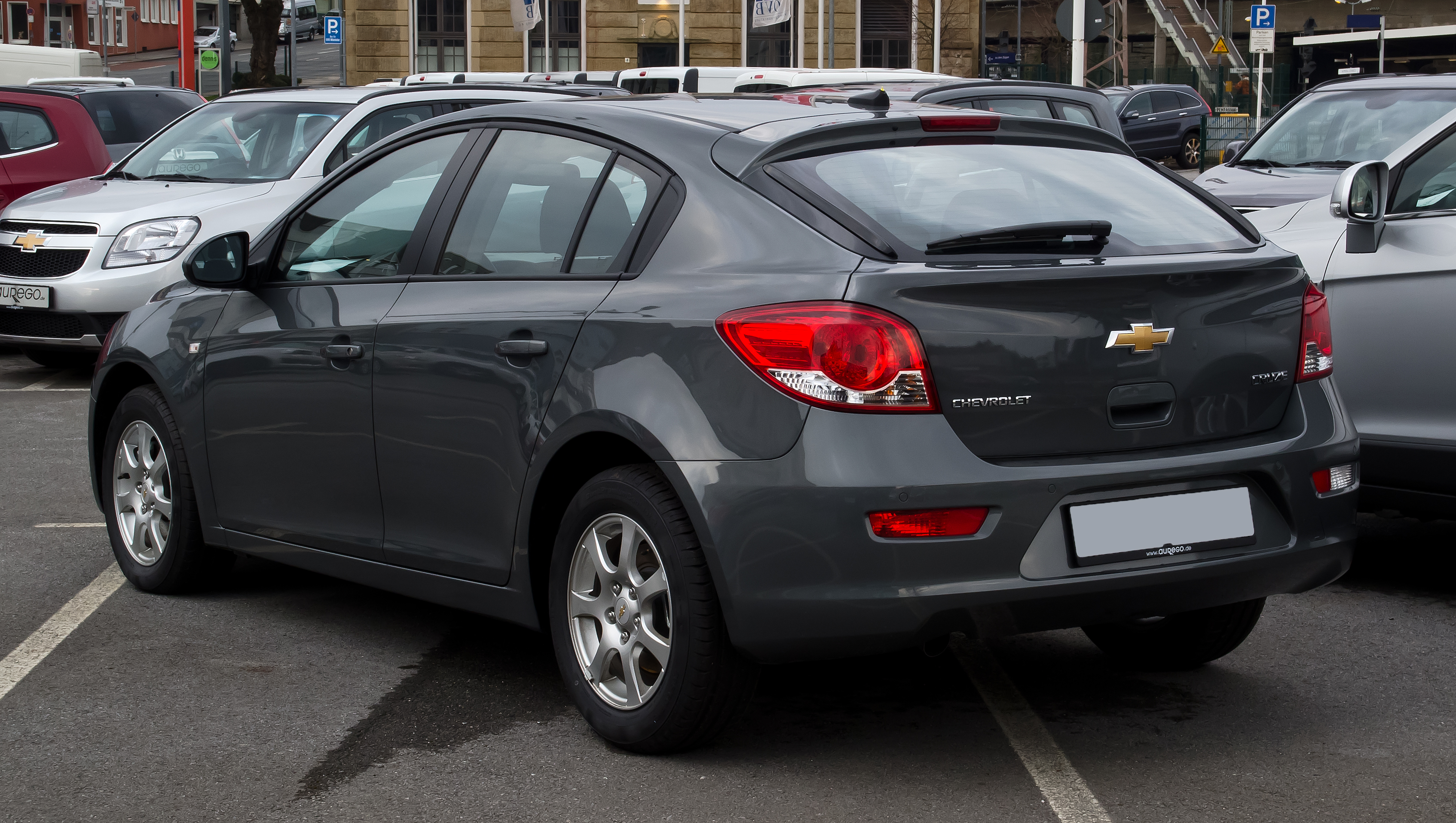
Chevrolet Cruze I Hatchback

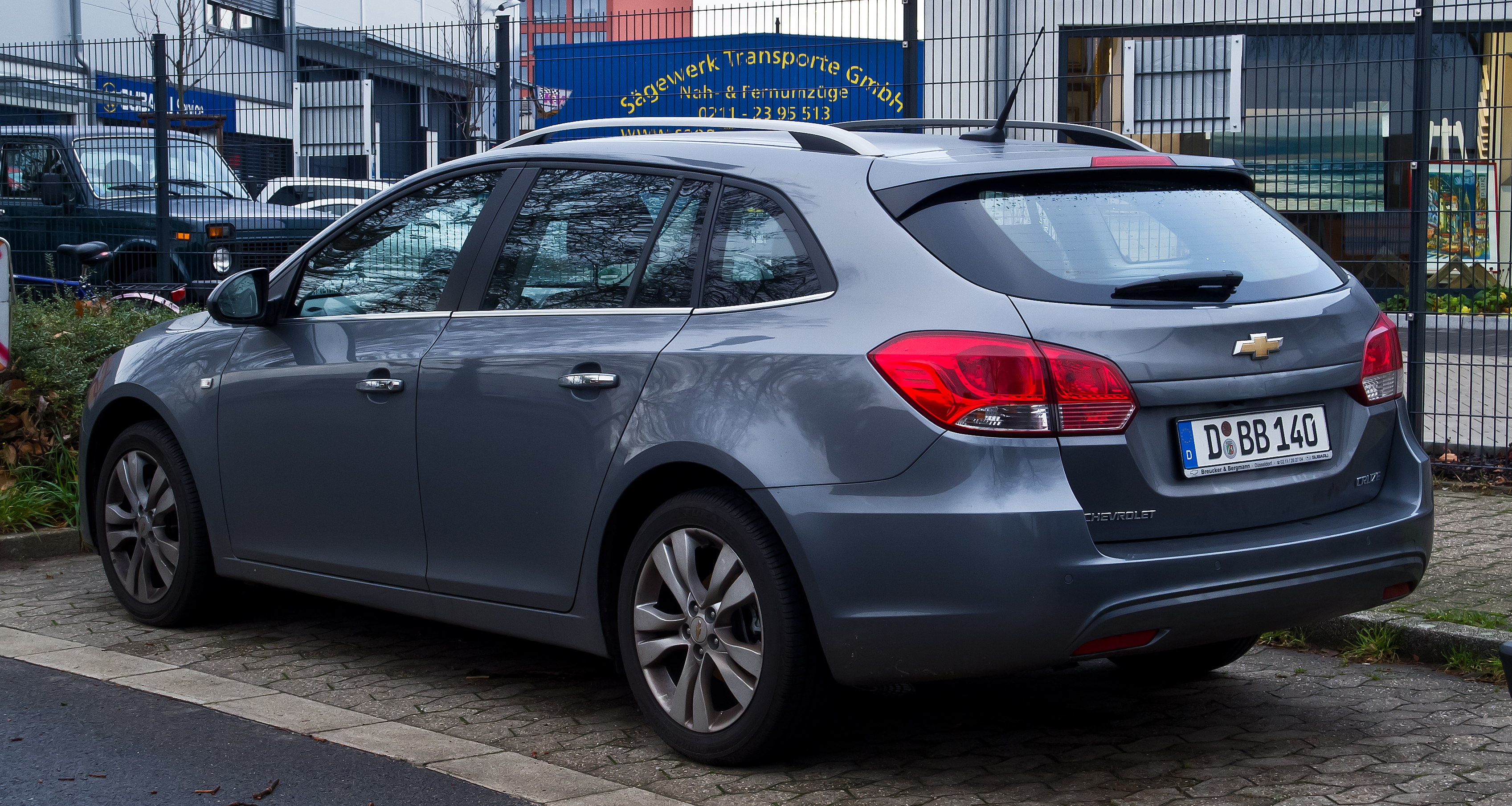
Chevrolet Cruze I Kombi

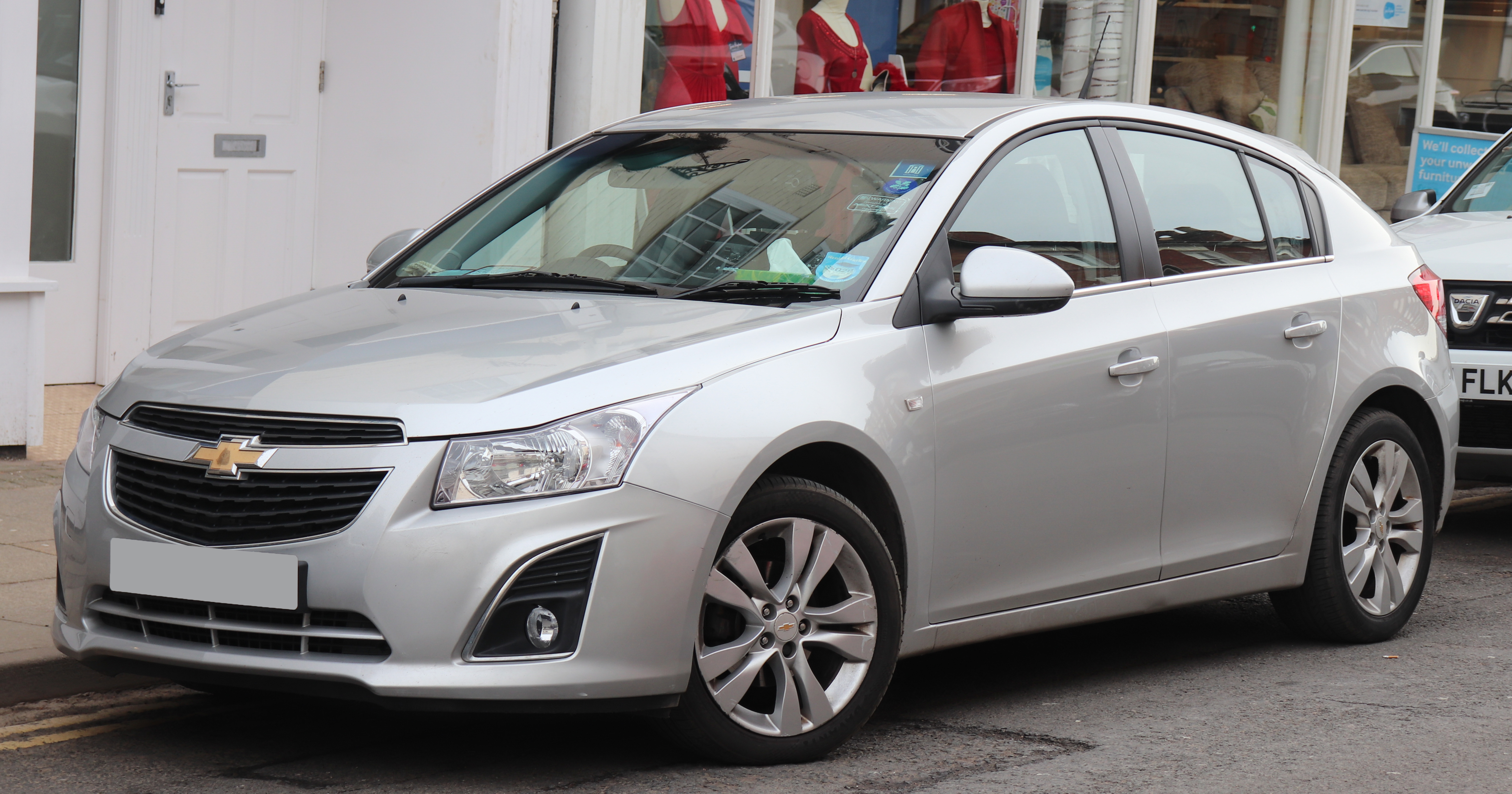
Europejski Chevrolet Cruze I po liftingu

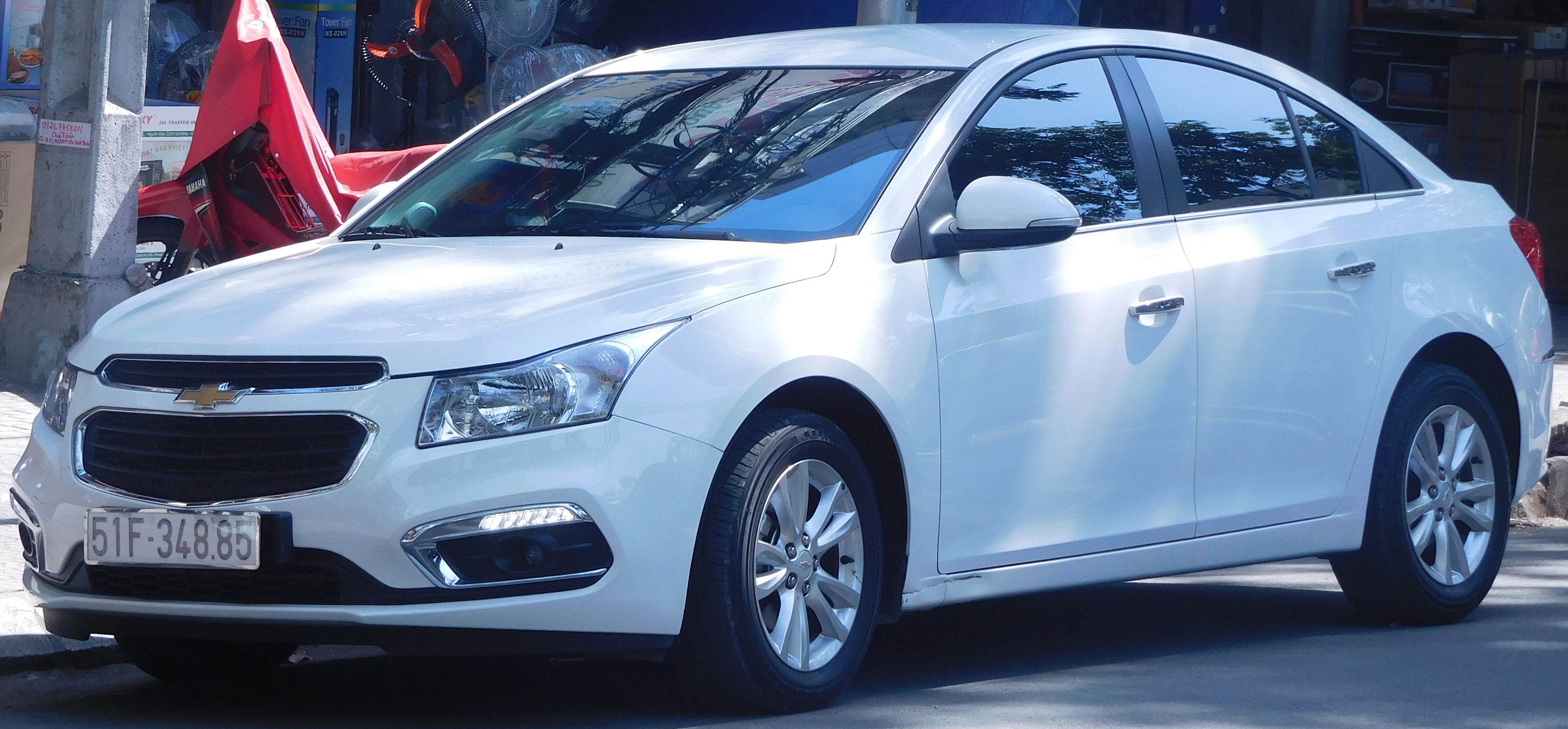
Azjatycki Chevrolet Cruze I po liftingu

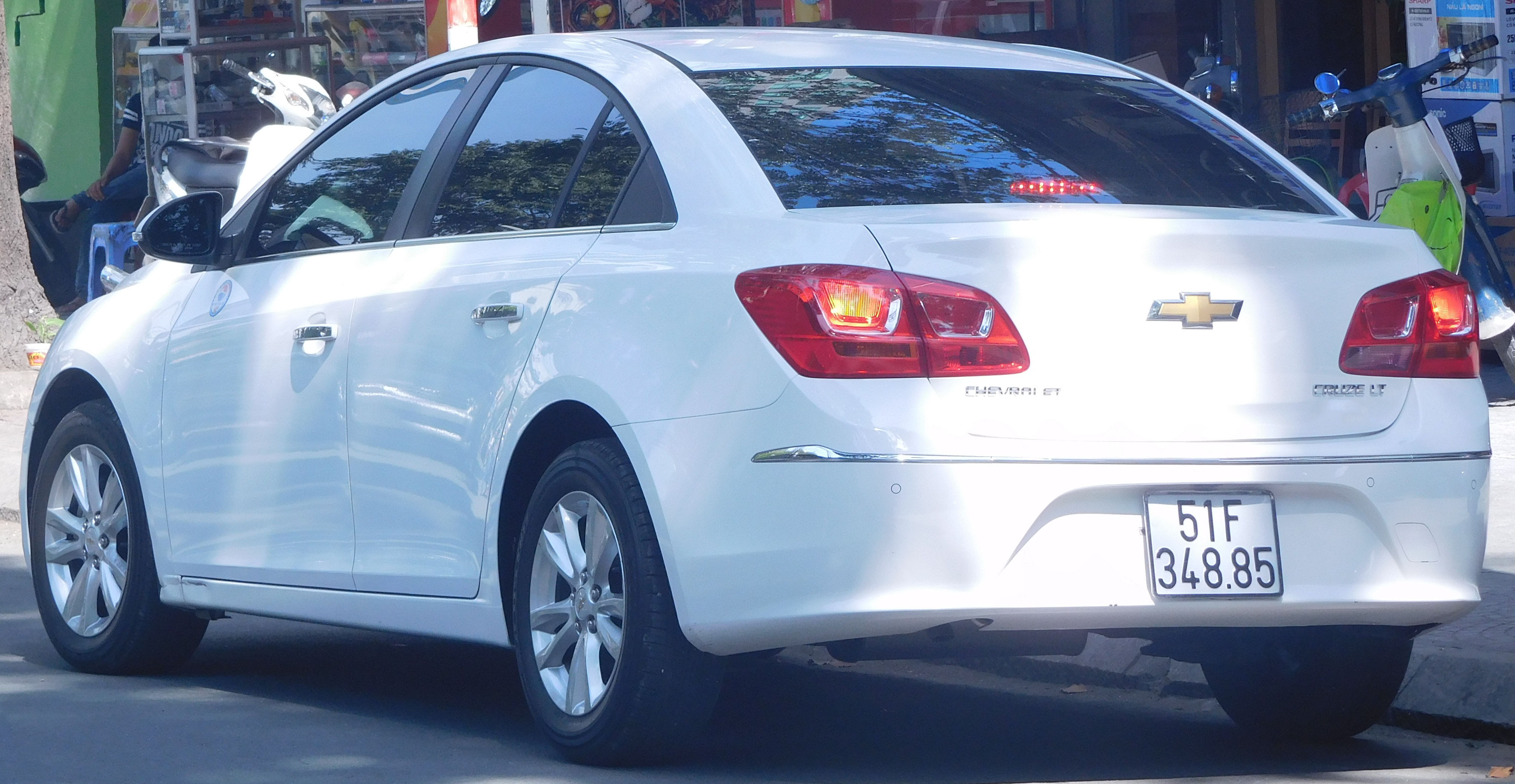
Azjatycki Chevrolet Cruze I – tył po liftingu

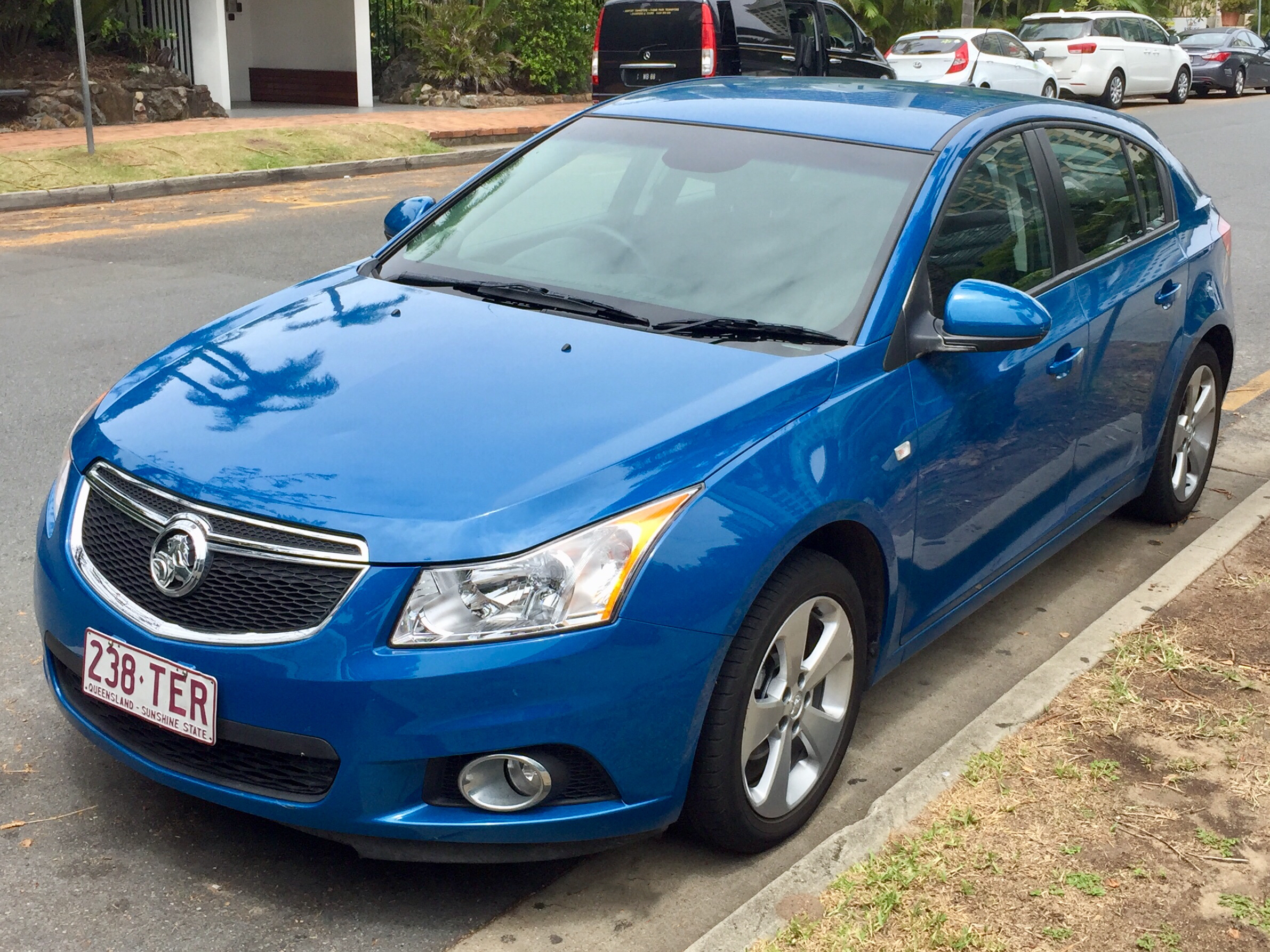
Australijski Holden Cruze po liftingu

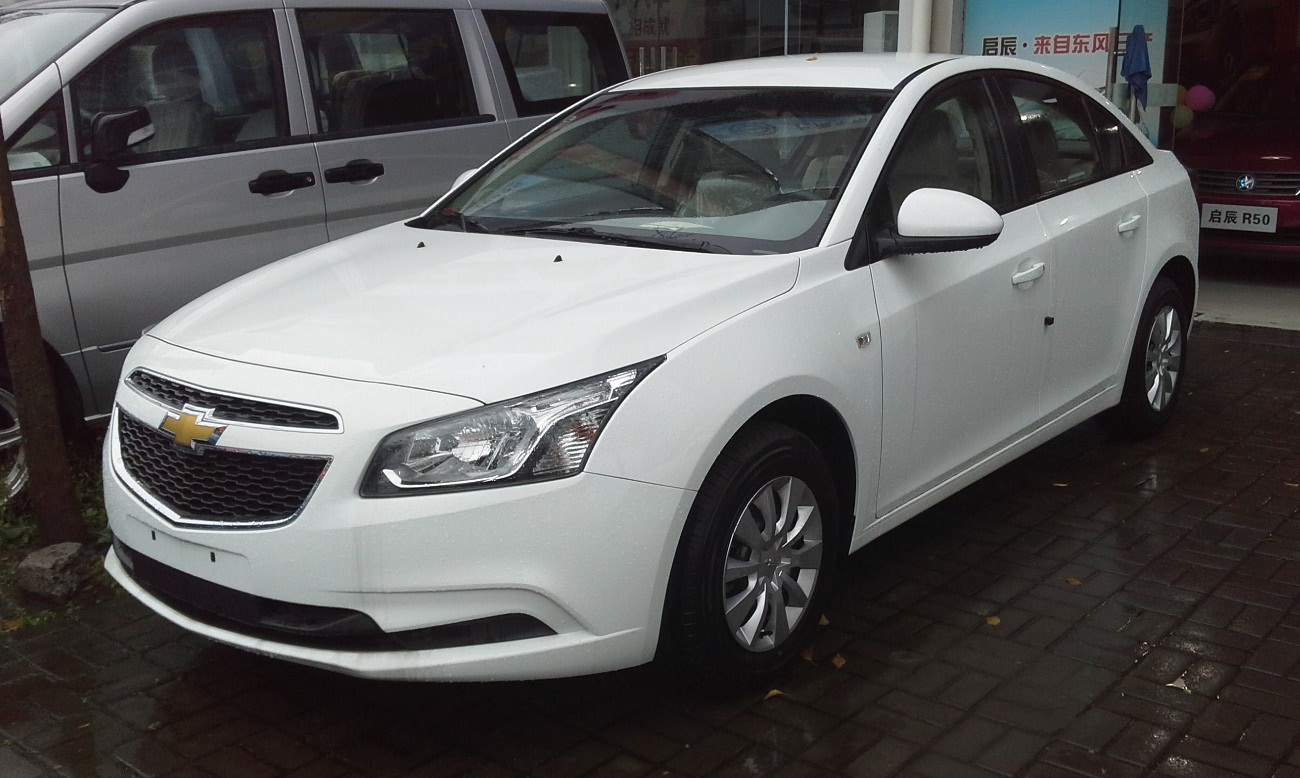
Chiński Chevrolet Cruze I po liftingu

Chevrolet Cruze I został zaprezentowany po raz pierwszy w 2008 roku.
Na przełomie 2007 i 2008 roku Chevrolet oferował na globalnych rynkach różne kompaktowe modele, które łączyła przestarzałość względem europejskiej oraz japońskiej konkurencji. Koncern General Motors konstruując globalnego i jednolitego następcę zdecydował się nadać mu używaną już wcześniej, ale nieznaną poza Japonią i Australią nazwę Cruze. W proces konstruowania modelu zainwestowano ponad 4 miliardy dolarów amerykańskich. 221 przedprodukcyjnych egzemplarzy przeszło testy w zróżnicowanych warunkach drogowych i atmosferycznych na terenie Wielkiej Brytanii, Stanach Zjednoczonych, Szwecji, Korei Południowej, Kanadzie i Australii.
Chevrolet Cruze powstał na nowej platformie koncernu General Motors, GM Delta II, na której oparto także inne podobnej wielkości modele koncernu jak m.in. Opel Astra czy Chevrolet Orlando. Na miejsce światowego debiutu wybrano odbywający się w październiku 2008 roku salon Paris Motor Show, gdzie samochód zaprezentowano w seryjnej formie jako pierwszy model Chevroleta opracowany w nowej estetyce.
Charakterystycznymi cechami wyglądu pierwszej generacji Cruze’a były agresywnie ukształtowane, strzeliste reflektory, a także duży wlot powietrza z umieszczoną w górnej części kolorową poprzeczką z logo producenta. Tylne lampy połączyły motyw elips i okręgów, z kolei kokpit został wykonany według projektu łączącego różnej faktury materiały i idei twin cockpit. Imitację aluminium, którą pokryto konsolę centralną, połączono z materiałowym wykończeniem deski rozdzielczej i boczków drzwi.
W 2010 roku podczas targów motoryzacyjnych w Paryżu zaprezentowano opracowany z myślą o europejskim rynku 5-drzwiowy wariant hatchback, z kolei dwa lata później ofertę uzupełniła tu także wersja kombi. Oba warianty zachowały znacznie mniejszy zasięg rynkowy od sedana, pozostając w sprzedaży jeszcze w Korei Południowej i Australii oraz Nowej Zelandii.

### Restylizacje
W 2012 roku podczas targów motoryzacyjnych w Genewie zaprezentowano Chevroleta Cruze’a pierwszej generacji po face liftingu, który objął tylko europejską wersję. Zmieniono m.in. przedni zderzak, grill i wloty powietrza. Pojawiła się nowa konsola środkowa dla topowych wariantów wyposażenia, gdzie umieszczono ekran dotykowy służący do obsługi systemu MyLink. W wersjach uboższych oferowano jednak dotychczasową deskę rozdzielczą. Wraz z liftingiem modelu zaprezentowano nową odmianę nadwoziową kombi.
Wraz z decyzją General Motors o całkowitym wycofaniu się w 2014 roku Chevroleta z Europy, a później także z Rosji, Chevrolet postanowił skupić się na odświeżeniu Cruze z myślą o pozostałych rynkach. W kwietniu 2014 roku podczas targów motoryzacyjnych w Nowym Jorku zaprezentowano samochód po globalnym liftingu, którego zakres był podobny w stosunku do tego, jaki objął dawną europejską wersję. Zmieniono m.in. przedni zderzak, przedzieloną atrapę chłodnicy oraz dodano światła do jazdy dziennej w technologii LED i tylne lampy. Do listy wyposażenia dodano 7-calowy ekran dotykowy oraz system odczytywania wiadomości SMS. Na rynkach azjatyckich, a także na Ukrainie zmieniono także wygląd tylnej części nadwozia, gdzie pojawiłī się bardziej kanciaste lampy, a tablicę rejestracyjną przeniesiono na zderzak.
W 2014 roku Chevrolet Cruze pierwszej generacji przeszedł dedykowaną dla chińskiego rynku restylizację, która przyniosła inaczej wyglądający przedni zderzak i łagodniej zarysowane kanty reflektorów.

### Sprzedaż
Chevrolet Cruze pierwszej generacji był samochodem o globalnym zasięgu rynkowym, trafiając do sprzedaży w Europie i krajach WNP (gdzie zastąpił Chevroleta Lacetti), Afryce i Bliskim Wschodzie (zastępując model Optra), a także w Ameryce Północnej jako następca linii modelowej Cobalt i Ameryki Południowej w miejsce modeli Astra i Vectra.
Przez pierwsze 3 lata produkcji Chevrolet Cruze był oferowany także w Korei Południowej jako Daewoo Lacetti Premiere, za to między 2011 a 2016 rokiem produkowano i oferowano go w Australii jako drugą generację modelu Holden Cruze, gdzie pozostał w sprzedaży do października 2016 roku.

### Wersje wyposażenia[18]
- LS
- LS+
- LT
- LT+
- LTZ

Standardowe wyposażenie podstawowej wersji LS obejmuje m.in. systemy ABS z ESP, 6 poduszek powietrznych, dzielona tylna kanapa, elektrycznie regulowane szyby przednie, centralny zamek z pilotem, komputer pokładowy, podłokietnik tylny, komputer pokładowy, kolumna kierownicza regulowana w jednej płaszczyźnie, radioodtwarzacz z CD, MP3 i 4 głośnikami.
Bogatsza wersja LS+ dodatkowo wyposażona jest m.in. w klimatyzacje manualną, klamki i lusterka lakierowane pod kolor nadwozia, elektrycznie regulowane i podgrzewane lusterka z zintegrowanymi kierunkowskazami, oraz radio z Bluetooth i 6 głośnikami.
Kolejna w hierarchii wersja – LT dodatkowo została wyposażona m.in. w reflektory przeciwmgielne, elektrycznie regulowane szyby tylne, kolumna kierownicza regulowana w dwóch płaszczyznach, tempomat, kierownica i gałka zmiany biegów obszyte skórą, oraz podłokietnik przedni.
Wersja – LT+ została dodatkowo wyposażona m.in. w klimatyzacje automatyczną, 16 calowe felgi aluminiowe, system audio z 7 calowym ekranem dotykowym i kamerę cofania.
Topowa wersja LTZ została ponadto wyposażona m.in. w elektrycznie składane lusterka, 17 calowe felgi aluminiowe, oraz chromowane klamki zewnętrzne.

### Chevrolet Cruze WTCC
Chevrolet Cruze został podobnie jak poprzednik przerobiony na wersję specjalnie przeznaczoną do wyścigów WTCC. Model startował w sezonie 2009. Z pierwowzorem model ten ma właściwie wspólne tylko elementy nadwozia.

### Silniki
- L4 1.4l LUV
- L4 1.6l EcoTec
- L4 1.8l 2H0
- L4 1.8l LUW (USA)
- L4 1.6l MDE Diesel
- L4 1.7l VCDi Diesel
- L4 2.0l GM-Fiat
- L4 2.0l VM Motori

## Druga generacja

### Wersja chińska

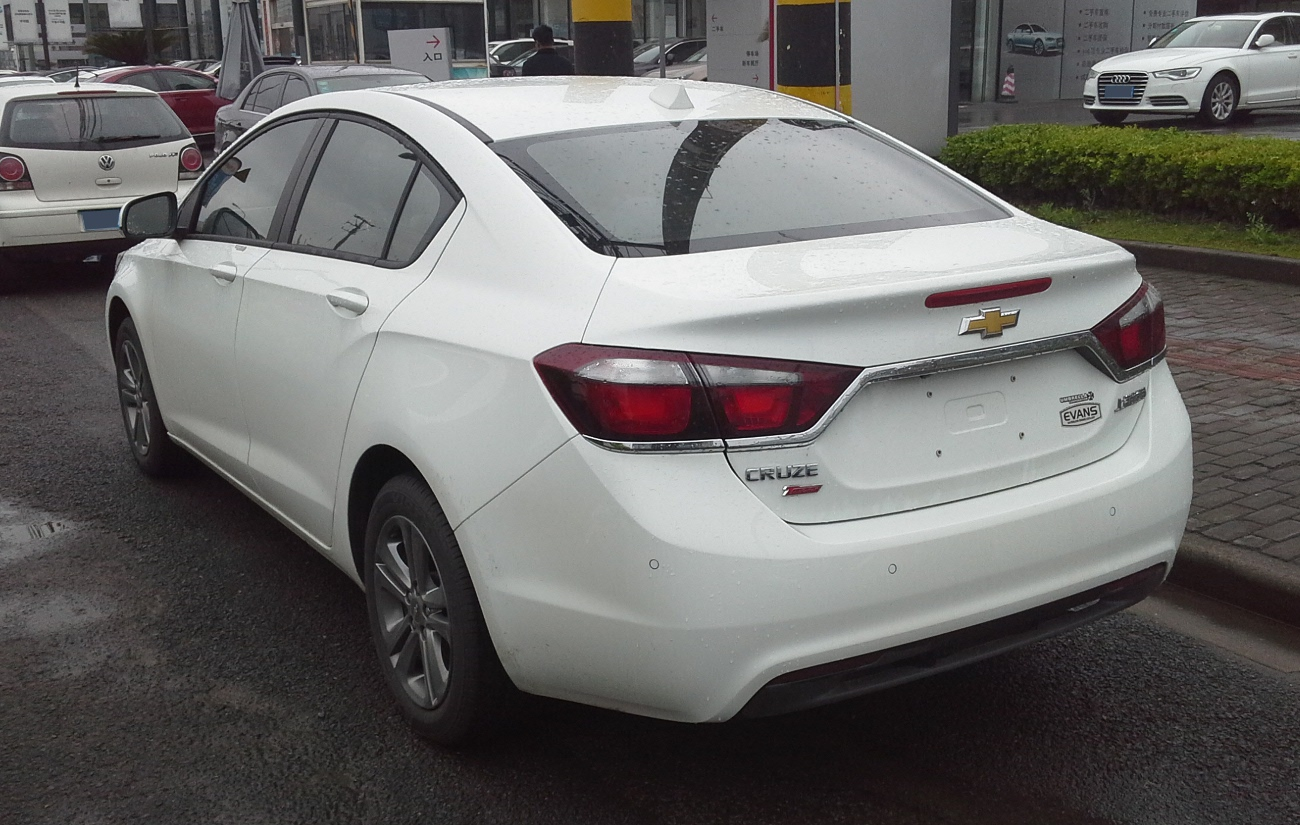
Chiński Chevrolet Cruze II – tył

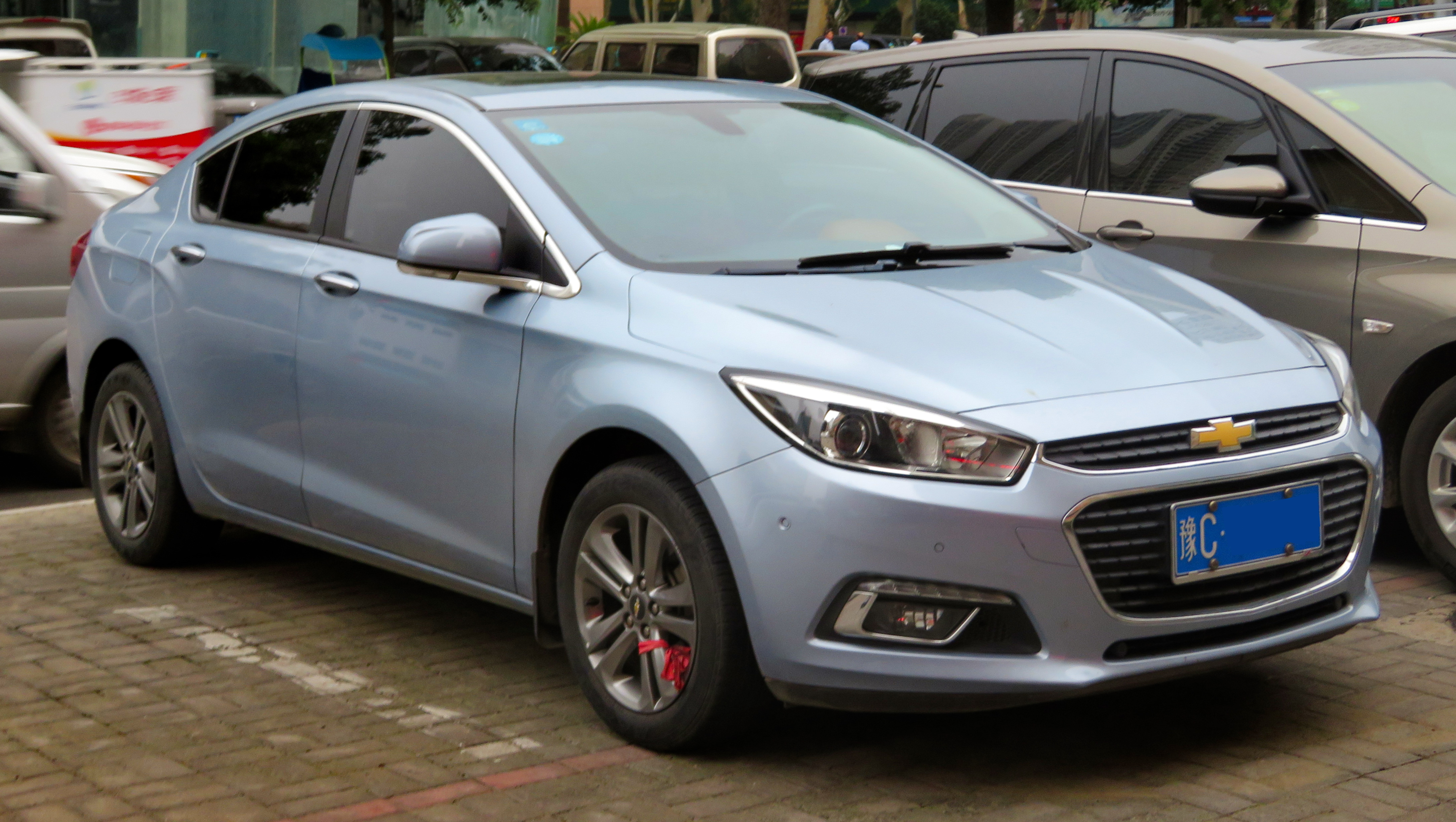
Chiński Chevrolet Cruze II LTZ

Chevrolet Cruze II został zaprezentowany po raz pierwszy w 2014 roku.
Druga generacja Cruze’a została opracowana przez koncern General Motors na nowej generacji platformy dla kompaktowych modeli o nazwie D2XX. Samochód skonstruowano w priorytetowej kolejności dla rynku chińskiego, gdzie miał swoją premierę i trafił na rynek w połowie 2014 roku.
Samochód utrzymano w nowym kierunku stylistycznym, zyskując bardziej obłe linie nadwozia z ostrzej ukształtowanymi reflektorami, wyżej poprowadzoną linią okien i wyraźnym przetłoczeniem biegnącym przez linię boczną. Z tyłu pojawiły się ostrzej zarysowane, dwuczęściowe lampy.
Choć wariant Cruze’a II z lat 2014–2016 nigdy nie był oferowany nigdzie poza rynkiem chińskim, to samochód przechodził intensywne testy przedprodukcyjne z maskującym kamuflażem także w Stanach Zjednoczonych.

### Silnik
- L4 1.5l SGE

### Wersja światowa

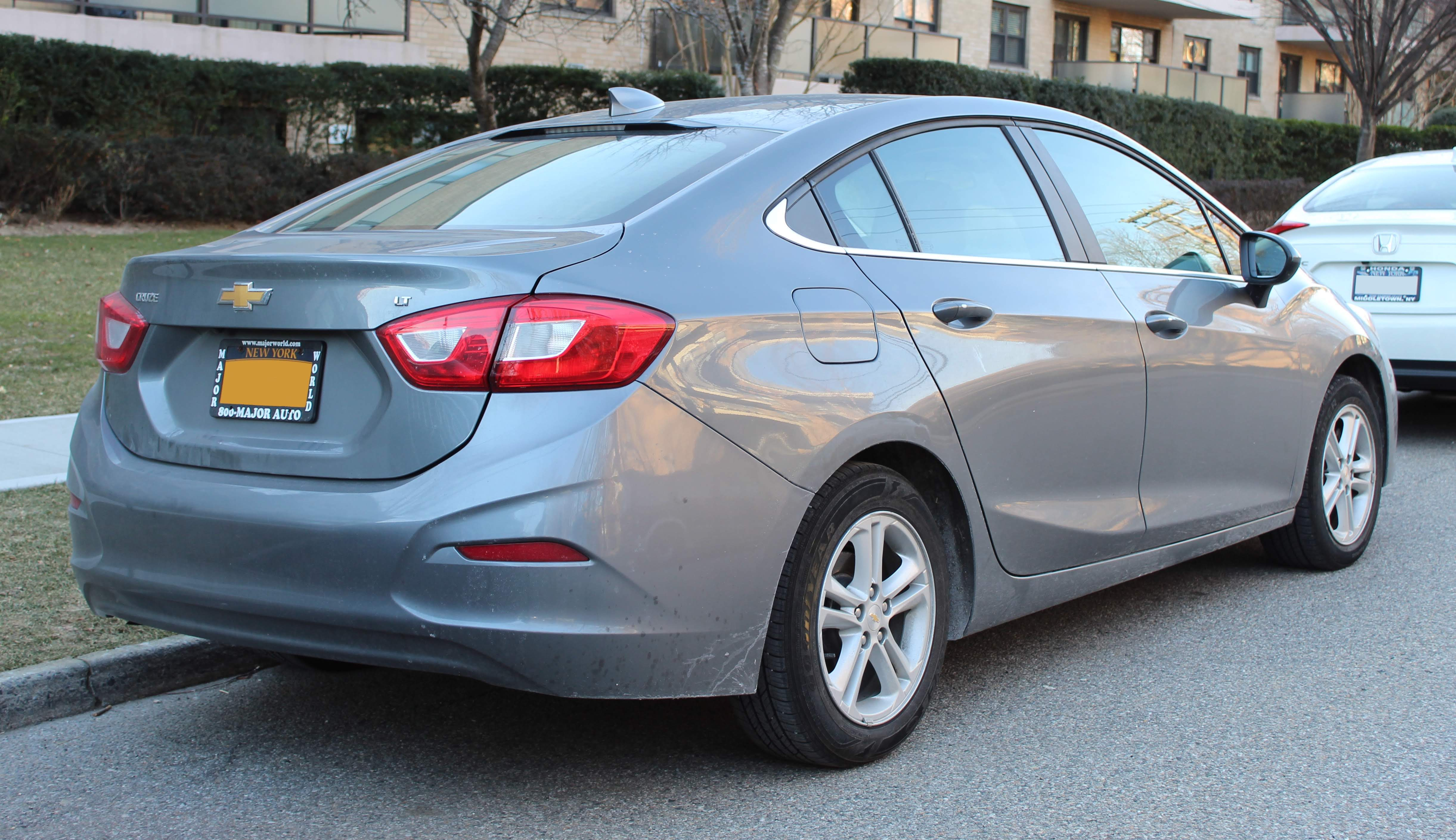
Chevrolet Cruze II – tył

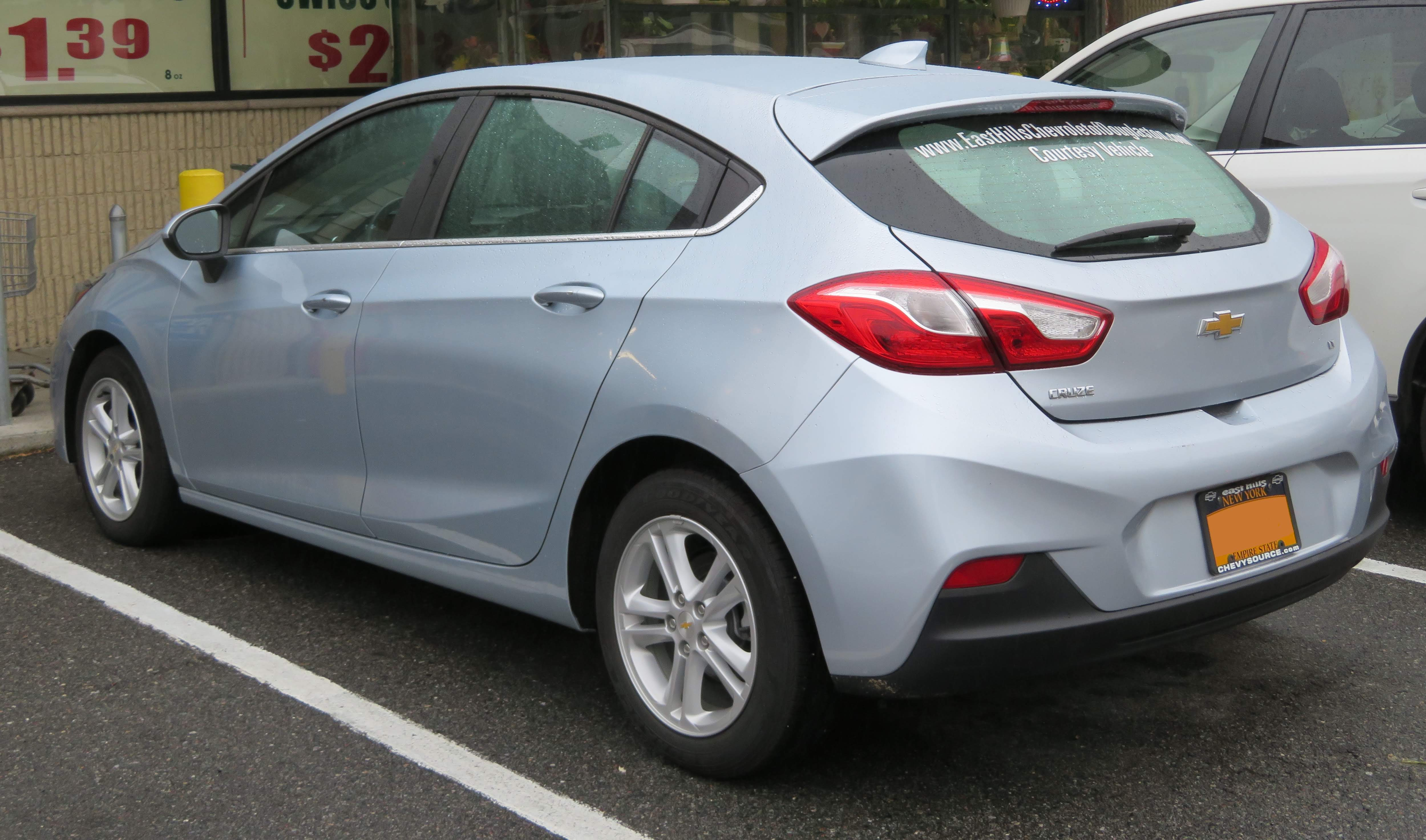
Chevrolet Cruze II Hatchback

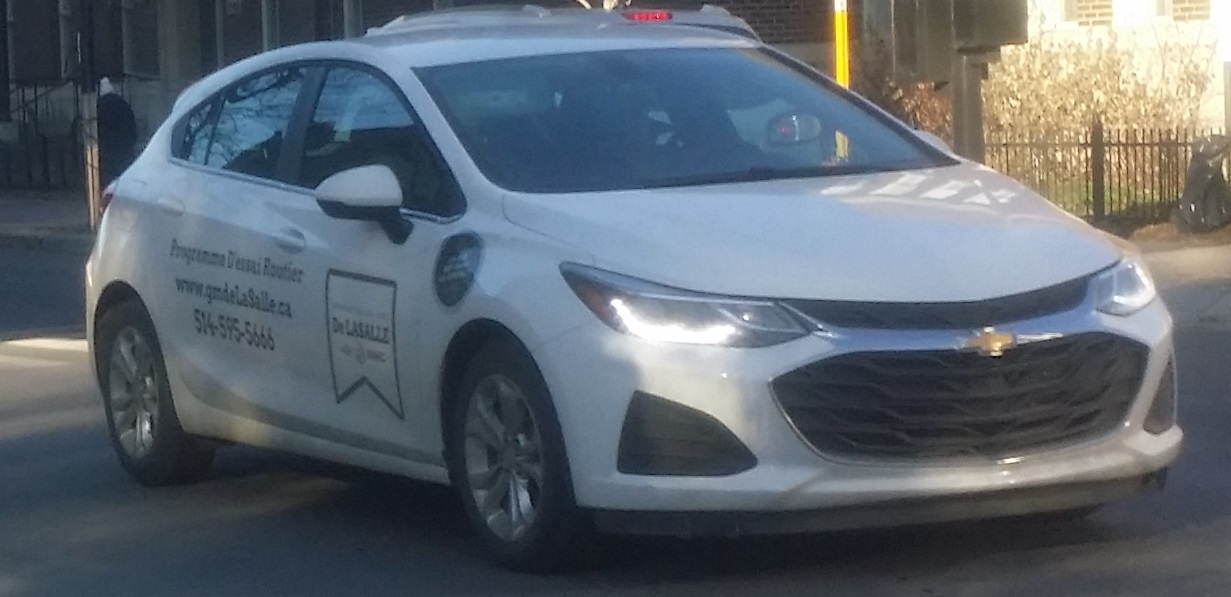
Chevrolet Cruze II po liftingu

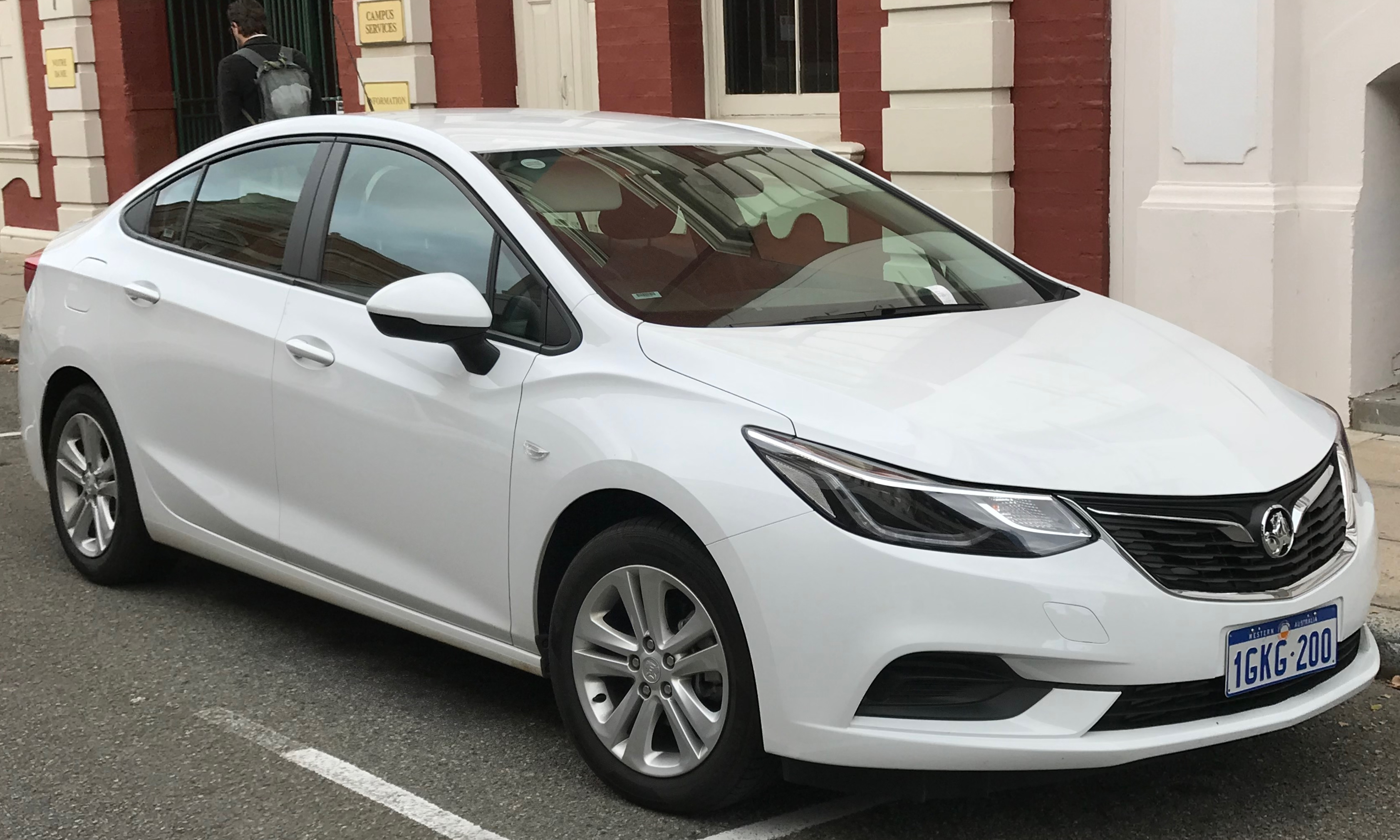
Australijski Holden Astra Sedan

Chevrolet Cruze II został zaprezentowany po raz pierwszy w 2015 roku.
Druga generacja Cruze’a w globalnej postaci rozwinęła projekt wersji chińskiej z 2014 roku, przejmując od niej projekt kokpitu i kabiny pasażerskiej oraz zyskując zupełnie nowy projekt wyglądu zewnętrznego.
Reflektory zyskały ostro zarysowaną krawędź w kształcie bumerangu, z kolei atrapa chłodnicy złożyła się z dwuczęściowych, sześciokątnych wlotów powietrza przedzielonych poprzeczką z logo producenta.
Początkowo zaprezentowano model w postaci 4-drzwiowego sedana, z kolei na początku 2016 roku przedstawiono oficjalne fotografie drugiego wariantu nadwoziowego – 5-drzwiowego hatchbacka, nawiązującego kształtem nadwozia do europejskiego Opla Astry, zyskując opadającą linię dachu i dwuczęściowe, agresywnie ukształtowane lampy tylne.

### Lifting
W kwietniu 2018 roku Chevrolet przedstawił Cruze’a II po gruntownej restylizacji, w związku z którą samochód otrzymał znacznie większy, przedni wlot powietrza i inaczej ukształtowane zderzaki. Ponadto zmieniły się też wkłady reflektorów i lamp tylnych, a także zamontowano większy ekran systemu inforozrywki we wnętrzu.

### Sprzedaż
Druga generacja Chevroleta Cruze’a zyskała znacznie węższy zasięg rynkowy od poprzednika, w związku z polityką General Motors wycofania się w międzyczasie z takich rynków, jak Europa, Indie czy Południowa Afryka. W pierwszej kolejności samochód trafił do sprzedaży w Stanach Zjednoczonych i Kanadzie we wrześniu 2016 roku i Chinach, z kolei premiera na rynku Korei Południowej oraz Brazylii i Argentyny odbyła się w 2017 roku.
Ponadto, między styczniem 2017 a czerwcem 2019 roku produkowany w Korei Południowej Cruze II był oferowany także w Australii i Nowej Zelandii pod lokalną marką Holden jako Holden Astra Sedan, pełniąc funkcję uzupełnienia dla gamy modelu Astra.
W listopadzie 2018 roku koncern General Motors ogłosił gruntowną restrukturyzację, w ramach której zdecydowano się zakończyć w ciągu najbliższych 2 lat produkcję kilku osobowych samochodów o malejącej popularności. Wśród nich znalazł się Cruze, którego produkcja w zakładach w Lordstown w Ohio zakończyła się w marcu 2019 roku, zaledwie 5 miesięcy po rozpoczęciu sprzedaży zmodernizowanej wersji. Samochód nie otrzymał następcy, co argumentowano dopatrywaniem się większej popularności wśród SUV-ów.
Jeszcze przed zakończeniem produkcji w Ameryce Północnej, Cruze wycofano z rynku Korei Południowej, z kolei w lutym 2020 roku Cruze z powodu większej popularności nowszego modelu Monza zniknęło także z rynku chińskiego. Ostatnim rynkiem, gdzie Chevrolet Cruze II pozostał w sprzedaży, była Brazylia i Argentyna, gdzie model lokalnie produkowano. W czerwcu 2023 potwierdzono, że z końcem roku dojdzie do wygaszenia produkcji Cruze'a, przez co samochód całkowicie znika z rynku bez bezpośredniego następcy.

### Silniki
- L4 1.4l LGE
- L4 1.6l MDE